# 花岡文雄
花岡 文雄（はなおか ふみお、1946年 - ）は、日本の生物学者。 理化学研究所主任研究員・大阪大学細胞生体工学センター教授・大阪大学大学院生命機能研究科教授・学習院大学理学部教授・筑波大学生存ダイナミクス研究センターセンター長・国立遺伝学研究所所長を歴任。東京都豊島区出身。

## 略歴
- 1968年3月 東京大学薬学部製薬化学科卒業
- 1970年3月 東京大学大学院薬学系研究科・薬学部修士課程修了
- 1973年3月 東京大学大学院薬学系研究科博士課程修了（薬学博士の学位取得）
- 1973年4月 - 1980年3月 東京大学薬学部助手

（この間、1976年4月 - 1978年9月、米国ウィスコンシン大学マッカードル癌研究所博士研究員）
- 1980年4月 - 1989年7月 東京大学薬学部助教授
- 1989年7月 - 1991年3月 理化学研究所主任研究員（放射線生物学研究室）
- 1991年4月 - 1994年12月 理化学研究所主任研究員（細胞生理学研究室；研究室名改称のため）
- 1995年1月 - 2002年3月 大阪大学細胞生体工学センター教授（細胞構造研究分野）、理化学研究所中央研究所招聘主任研究員（兼務）
- 2002年4月 - 2007年9月 大阪大学大学院生命機能研究科教授（時空生物学講座）、理化学研究所中央研究所招聘主任研究員（兼務：但し2006年3月まで）
- 2007年10月 - 2009年3月 学習院大学理学部教授（化学科）
- 2009年4月 - 2016年3月　学習院大学理学部教授（生命科学科；学科新設のため）
- 2016年4月 - 2018年11月 筑波大学生存ダイナミクス研究センターセンター長
- 2018年12月 - 2022年11月 国立遺伝学研究所所長

## 受賞歴
- 日本薬学会奨励賞（1989年）
- 内藤記念科学振興賞（2008年）
- 日本薬学会賞（2009年）
- 科学技術分野の文部科学大臣表彰・科学技術賞（研究部門）（2011年）
- 紫綬褒章（2012年春）[1]
- 瑞宝中綬章（2019年春）[2][3]

## 主な研究業績
- マウスDNAポリメラーゼαの温度感受性変異株の分離と変異部位の同定
- マウスDNAポリメラーゼαの4つのサブユニット遺伝子クローニングと個々のサブユニットの生理的機能の解明
- 色素性乾皮症C群責任遺伝子のクローニングとXPCタンパク質複合体のサブユニット構成の同定
- ゲノム全体のヌクレオチド除去修復の損傷認識機構の解明
- 色素性乾皮症V群責任遺伝子のクローニングと損傷乗り越え複製を担う新規DNAポリメラーゼη（Polη）の発見、Polηの生理的機能と分子構造の解明

## 所属学会
- 日本薬学会
- 日本癌学会
- 日本分子生物学会
- 日本生化学会
- 日本細胞生物学会
- 日本組織培養学会
- 日本環境変異原学会
- 日本神経科学学会
- 米国生化学・分子生物学会（ASBMB）
- 米国微生物学会（ASM）
- 日本がん分子標的治療学会